# Óscar Arriaza
Óscar Alberto Arriaza Martínez (Copiapó, Chile, 30 de enero de 1956) es un exfutbolista chileno que se desempeñaba en la posición de delantero. 

## Clubes
| Club                 | País  | Año       |
| -------------------- | ----- | --------- |
| Universidad Católica | Chile | 1978-1981 |
| Naval                | Chile | 1982-1984 |
| Cobreloa             | Chile | 1985-1986 |
| Huachipato           | Chile | 1987-1988 |
| Rangers              | Chile | 1989      |
| Naval                | Chile | 1990      |
| Magallanes           | Chile | 1991      |
| Rangers              | Chile | 1993      |

## Palmarés

### Campeonatos nacionales
| Título           | Club     | País  | Año  |
| ---------------- | -------- | ----- | ---- |
| Primera División | Cobreloa | Chile | 1985 |
| Copa Chile       | 1986     | Chile |      |
| Primera B        | Rangers  | Chile | 1993 |